# イヌガヤ
イヌガヤ（犬榧、学名：Cephalotaxus harringtonia または Cephalotaxus harringtonia var. harringtonia）は、イチイ科イヌガヤ属の常緑小高木の針葉樹である。山地に生える。別名はヘビノキ（蛇の木）、ヘダマ(屁玉)、ヒノキダマ(檜玉)、ヘボガヤ(へぼ榧)など。属名の Cephalotaxus は「頭状の花をつけるイチイ」の意で、種小名の harringtonia は人名に由来する。和名は犬ガヤであり、カヤに似ているが核が苦くて食えないことによる。

## 分布と生育環境
日本、朝鮮半島、中国大陸中北部に分布している。日本では、岩手県（沿岸部）以南から鹿児島県屋久島まで分布する。ブナ帯などの多雪地帯には少なく、暖温帯上部の渓谷などに発達している夏緑広葉樹林などで生育する。耐陰性が強く、スギ林の林床でも育つ。

## 特徴
常緑針葉樹の小高木で、樹高は6 - 10メートル (m) で稀に15 mになる。樹皮は暗褐色で、短冊状に縦に浅く裂けて剥がれる。若枝は緑色で無毛である。雌雄異株で、雄花の冬芽（花芽）は一年枝の葉のつけ根に多数つき、雌花の冬芽は枝の先の方に少なくつく。葉芽は楕円形で、枝先につく。
互生し、枝に2列配列する。主幹の葉は螺旋状となり、線形葉で、幅は3 - 4ミリメートル (mm) 。長さは3 - 5センチメートル (cm) で細長く、葉先は短く急に尖る。カヤに似るが、葉質は柔らかく、触れても痛くない。裏面の気孔帯である縦筋は幅が広い。表面は暗緑色、裏面は灰白色の2条の気孔腺がある。
花期は3 - 4月。雄花は前年枝の葉腋に球形に集まる。果実は前年枝の先端にでき、粉白色である。翌年の10月頃に熟れる。熟すと褐紫色になる。長さは2-2.5cm、幅は1.5-2cmである。球果は球形または倒卵形である。種子には油が含まれており、嘗て果実から油を絞り灯明に利用した。実は苦く、食用にはならない。
- イヌガヤの葉
- イヌガヤの若い果実

## 変種、品種
イヌガヤの変種、品種には下記のものがある。
- Cephalotaxus harringtonia イヌガヤ
  - var. harringtonia
    - f. drupacea イヌガヤ（狭義）
    - 'Fastigiata' チョウセンマキ

  - var. nana ハイイヌガヤ（アイズイヌガヤ） - 北海道西南部、本州の青森県から山口県の日本海側、四国などに分布する変種。イヌガヤに比べて、葉は幅が狭く短い、雌花序の柄は長く、鱗片が殆どない。果実は楕円形で紅色に熟し、甘く食べられる。

C. harringtonia var. wilsoniama は タイワンイヌガヤ Cephalotaxus wilsoniama の異名（シノニム）である。
- ハイイヌガヤ
- ハイイヌガヤの葉表
- ハイイヌガヤの葉裏
- ハイイヌガヤの雄花
- ハイイヌガヤの果実

## 利用

### 材
材は緻密で硬く、粘りがあって耐久性にも優れる。古代には弓をこれで作った。
縄文時代の前期(6000-5000年前）頃の遺跡から矢じりや弓が多量に出土し、彼らがこれらを用いて狩猟をしていたとされる。その弓には南部ではイヌガヤが、北部ではハイイヌガヤが使われた。これは太さ3 - 6 cm、長さ50 - 120 cmの枝をそのままに削って作られた。これらの弓は特に飾りがないが、同時代から出るニシキギ科ニシキギ属の材を用いた弓は桜の樹皮を巻いた飾り弓で、実用には本種を、儀礼用にはそれらを用いたらしい。千葉県指定文化財になっている匝瑳市で出土した縄文時代後期の丸木舟の櫂にも利用されたことが分かっている。
これらは古墳時代頃まで使われたが、弥生時代頃より弓は狩猟用より戦闘用に用いられるようになり、より強くて太いものを求め、もっと太い材から削りだしたり、合わせ木で作られるようにと変化していった。
それ以外にも細工物に使われた。

### 油脂
イヌガヤおよびハイイヌガヤの胚乳から取れる油はかつて灯火用に使われた。
縄文時代の遺跡からもイヌガヤの果実が発見されており、イヌガヤの油は有史以前から使用されていると考えられる。『延喜式』にも、「閉美油」の名でイヌガヤ（またはハイイヌガヤ）の油についての記述がある。柳田國男の『火の昔』(1944)によれば、京都の古い神社ではいまだにイヌガヤ油を灯明に使用し、吉野の奥の村でも近頃まで燈火に使用していたという。
イヌガヤ油は凝固点が-5℃以下、沃素価が130.33で、寒中でも凍ることなく明るい光を放つため、冬の神事には欠かせない燈油であった。また1892年（明治25年）には、すでに石油系の良質な燈油が得られたにもかかわらず、灯台船用の油はイヌガヤ油に改められた事からも、イヌガヤ油は屋外で使用する燈油としてきわめて優れていたことがわかる。またこの油は理髪にも使われた。

### 食用
種子の外皮は軟らかで甘みがある。一応は食べられるが、ハイイヌガヤのほうが美味い。

### 園芸
チョウセンマキ f. fastiginata は本種の園芸品で、葉が螺旋状につく。チョウセンガヤとも呼ばれる。

### 医薬品
イヌガヤの葉から発見されたホモハリングトニンは慢性骨髄性白血病に対する抗がん剤として使用されている。